# Lithacodia taiwana
Lithacodia taiwana là một loài bướm đêm trong họ Noctuidae.